# New Dominion (Île-du-Prince-Édouard)
New Dominion est une communauté dans le comté de Queens sur l'Île-du-Prince-Édouard, au Canada, au sud-ouest de Charlottetown.